# アルバート・O・ハーシュマン
アルバート・O・ハーシュマン（Albert Otto Hirschman, 1915年4月7日 - 2012年12月11日）は、ドイツ出身の経済学者。専門は政治経済学、開発経済学。

## 略歴
ベルリンでユダヤ系の家庭に生まれる。フリードリヒ・ヴィルヘルム大学に進むもののユダヤ系だったことからナチスの政権獲得に伴いフランスに出国、エコール・デ・オートエチュード・コマーシャル・ド・パリやソルボンヌ大学で学んだ後にロンドン・スクール・オブ・エコノミクスに遊学。スペイン内戦に於ける共和国側での従軍を経て1938年にトリエステ大学で博士号を取得。

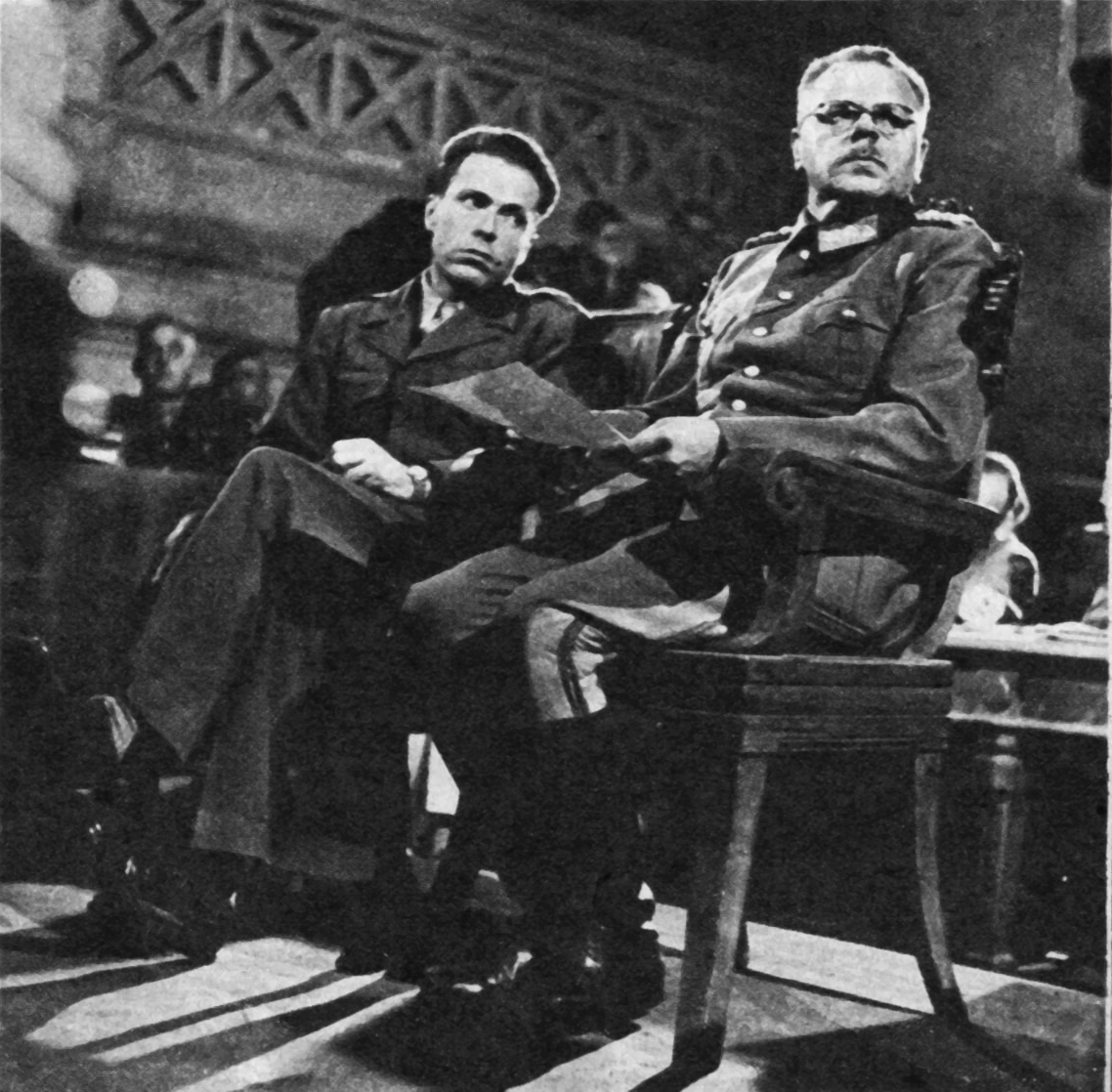
アントン・ドストラー将軍の軍事裁判にて通訳を務めるハーシュマン。（1945年）

学位取得後は姉のウルスラと共に反ナチスの活動を続けるが、フランスがナチス・ドイツに占領されて暫く後にポルトガルに脱出し、ロックフェラー財団の奨学金でアメリカ合衆国に赴きカリフォルニア大学バークレー校で研究生活に入る。1943年から1946年までアメリカ合衆国陸軍に従軍の傍ら、最初の著書『国力と外国貿易の構造』を上梓。復員後は連邦準備制度理事会勤務から1952年に世界銀行のスタッフとしてコロンビアに赴任し、ボゴタにある国家計画局の財政顧問を2年間務めた後私的な経済コンサルタントとして1956年までコロンビアに滞在した。
アメリカに帰国してからはイェール大学のリサーチ教授を振り出しにコロンビア大学国際経済学教授（1958年）・ハーヴァード大学政治経済学教授（1964年）を歴任。1974年にプリンストン大学プリンストン高等研究所経済学教授となり、2012年に97歳没で死去するまでその座にあった。この間、1978年にラトガーズ大学より名誉学位を授与され、1980年に政治経済学の部門で「フランク・E・ザイドマン特別賞」を受賞。1990年から1995年までベルリン高等研究所のフェローを務めた。

## 著書

### 単著
- National Power and the Structure of Foreign Trade, (University of California Press, 1945).

飯田敬輔監訳『国力と外国貿易の構造』、勁草書房、2011年
- The Strategy of Economic Development, (Yale University Press, 1958).

麻田四郎訳『経済発展の戦略』（巌松堂出版, 1961年）
- Journeys toward Progress: Studies of Economic Policy-making in Latin America, (Doubleday & Co., 1963).
- Development Projects Observed, (Brookings Institution, 1967).

麻田四郎・所哲也訳『開発計画の診断』（巌松堂出版, 1973年）
- How to Divest in Latin America, and Why, (International Finance Section, Princeton University, 1969).
- Exit, Voice, and Loyalty: Responses to Decline in Firms, Organizations, and States, (Harvard University Press, 1970).

三浦隆之訳『組織社会の論理構造――退出・告発・ロイヤルティ』（ミネルヴァ書房, 1975年）
矢野修一訳『離脱・発言・忠誠――企業・組織・国家における衰退への反応』（ミネルヴァ書房, 2005年）
- A Bias for Hope: Essays on Development and Latin America, (Yale University Press, 1971).
- The Passions and the Interests: Political Arguments for Capitalism before its Triumph, (Princeton University Press, 1977).

佐々木毅・旦祐介訳『情念の政治経済学』（法政大学出版局, 1985年）
- Essays in Trespassing: Economics to Politics and Beyond, (Cambridge University Press, 1981).
- Shifting Involvements: Private Interest and Public Action, (Princeton University Press, 1982).

佐々木毅・杉田敦訳『失望と参画の現象学――私的利益と公的行為』（法政大学出版局, 1988年）
- Getting Ahead Collectively: Grassroots Experiences in Latin America, (Pergamon Press, 1984).

矢野修一・宮田剛志・武井泉訳『連帯経済の可能性――ラテンアメリカにおける草の根の経験』（法政大学出版局, 2008年）
- Rival Views of Market Society and Other Recent Essays, (Viking, 1986).
- The Rhetoric of Reaction: Perversity, Futility, Jeopardy, (Belknap Press of Harvard University Press, 1991).

岩崎稔訳『反動のレトリック――逆転, 無益, 危険性』（法政大学出版局, 1997年）
- A Propensity to Self-Subversion, (Harvard University Press, 1995).

田中秀夫訳『方法としての自己破壊――「現実的可能性」を求めて』（法政大学出版局, 2004年）
- Crossing Boundaries: Selected Writings, (Zone Books, 1998).

### 共著
- Foreign Aid: A Critique and a Proposal, with Richard M. Bird, (International Finance Section, Princeton University, 1968).

### 編著
- Latin American Issues: Essays and Comments, (Twentieth Century Fund, 1961).